# Буска-Торнело (Павија)
Буска-Торнело је насеље у Италији у округу Павија, региону Ломбардија.
Према процени из 2011. у насељу је живело 357 становника. Насеље се налази на надморској висини од 58 м.